# Actinodontium adscendens
Actinodontium adscendens là một loài rêu trong họ Daltoniaceae. Loài này được Schwägr. mô tả khoa học đầu tiên năm 1826.